# Trainwreck: My Life as an Idoit
Pour plus de détails, voir Fiche technique et Distribution.
Trainwreck: My Life as an Idoit est un film américain réalisé par Tod Harrison Williams, sorti en 2007.
Sorti au festival international du film de Seattle le 14 juin 2007, le film a ensuite été présenté au Traverse City Film Festival en août 2007, puis au festival international du film des Hamptons en octobre 2007, avant sa sortie nationale aux États-Unis le 9 septembre 2008.

## Synopsis
Jeff, un New-Yorkais dyslexique, ex-alcoolique, pour qui rien de ce qu'il entreprend ne semble bien aller, possède un besoin sérieux d'attention. Il rencontre la sexy Lynn qui, fort patiente, réussi à lui faire saisir quelques rudiments d'une vie normale.

## Fiche technique
- Titre : Trainwreck: My Life as an Idoit
- Réalisation : Tod Harrison Williams
- Scénario : Tod Harrison Williams, adapté de l'autobiographie de Jeff Nichols
- Images : Michael Simmonds
- Musique : Marcelo Zarvos (en)
- Producteur : Elie Samaha
- Société de production : This Is That Productions et TruEntertainment
- Pays d'origine :  États-Unis
- Genre : Comédie dramatique, biopic
- Durée : 94 minutes
- Dates de sortie : 
  -  États-Unis 14 juin 2007 (festival international du film de Seattle) / 9 septembre 2008 (sortie nationale)

## Distribution
- Stephen Adly Guirgis : le capitaine Al
- Jayce Bartok : Brian
- Erica Berg : la réceptionniste
- Lars Engstrom : un gars
- Wynn Everett (en) : la vendeuse
- Dennis Funny : un membre des alcooliques anonymes
- Jeff Garlin : Lenny
- Kevin Geer
- Mitchell Green : collectioneur #2
- Adrian Martinez : Harris
- Gretchen Mol : Lynn
- Alyxx Morgen : l'alcoolique en rémission
- Matt Mulhern : Andy
- Antonio Parisi : l'étudiant
- Chandler Parker : la conducteur en colère
- Jennifer Layne Park : Daphne Randall
- Tonye Patano : Mme. Shelby
- Elaine Perez : une membre des alcooliques anonymes
- Melissa Russon : une membre des alcooliques anonymes
- Paul Scheer : Junior
- Seann William Scott : Jeff
- Elysia Skye : la service
- Aaron Stephens : Albert
- Charlie Tahan : Little Jeff
- John Tormey : le clochard
- Joshua Weinstein : le gars du fonds du pension
- Diana J. Williams : la fille à lunettes / une étudiante
- Alexandra Wooster : une étudiante

## Analyse
Si ce n'était que le film est très proche des mémoires, comiques, de Jeff Nichols, on pourrait y voir un ramassis éclectique de situations programmées pour notre plaisir. Cependant, Seann William Scott ne passe pas à côté de cette superbe occasion d'évoluer magistralement dans des situations diverses. Son jeu y est très différent de celui de son Stifler dans la trilogie des American Pie, et constitue le charme premier du film. Si les qualités artistique et émotionnelle peuvent, de prime abord, éloigner ses plus jeunes fans, ces derniers savourent probablement le côté anarchique de l'ensemble, qui demeure amusant. Certaines critiques signalent également la très bonne prestation de Gretchen Mol, une de ses meilleures, à ce jour.